# 佐藤長
佐藤長（1913年9月16日—2008年1月6日）是日本歷史學家，藏學家。他出生於日本宮城縣遠田郡涌谷町，研究古代西藏的歷史，曾任京都大學名譽教授。1979年（昭和54年）6月，他以《西藏歷史地理研究》獲得日本學士院獎。
其著作《古代西藏史硏究》譯成中文出書，《西藏民族学院学报》曾部分轉載。